# Corpo genicolato laterale
Il nucleo o corpo genicolato laterale (NGL) del talamo è una parte del cervello preposta al trattamento dell'informazione visiva proveniente dalla retina.
Il NGL raccoglie l'informazione direttamente dalla retina, ed invia delle proiezioni nella corteccia visiva primaria. Le cellule gangliari (anche dette multipolari) della retina mandano degli assoni al corpo genicolato laterale mediante il nervo ottico. 
Dal punto di vista microanatomico, il corpo genicolato laterale è ordinato in lamine (in senso ventro-dorsale: da 1 a 6) composte da popolazioni neuronali differenti: magnocellulare (M, lamine 1 e 2) e parvicellulare (P, lamine 3-6). Intercalati a tali strutture, si trovano i nuclei della via coniocellulare (cellule K), che popolano gli spazi intralaminari del NGL e veicolano informazioni cromatiche complesse (ottenute mediante combinazione sottrattiva). La suddivisione laminare del NGL permette di mantenere le afferenze divise in base ai fotorecettori ed all’occhio di provenienza: la via bastoncellare afferisce alle cellule M delle prime due lamine, quella dei coni alle P; inoltre, le fibre provenienti dall’emiretina nasale controlaterale sinaptano con i neuroni delle lamine 1, 4 e 6, mentre quelle mandate dalla temporale ipsilaterale terminano in 2, 3 e 5. NGL opera da relais dell’informazione visiva (senza compiere elaborazione della stessa), ritrasmettendola a V1 (area 17 di Brodmann, corteccia striata) mediante la radiazione ottica. All'interno di quest’ultima, si mantengono separate le vie M e P, che decorrono parallelamente, e quelle relative ai due occhi. Funzionalmente, la  via parvocellulare è ideale per fornire una descrizione ad alta risoluzione dell’oggetto, analizzato per forma e colore (infatti, veicola le  afferenze dei coni retinici), mentre quella magnocellulare ne rappresenta al meglio il moto nello spazio (rispecchia le proprietà dei bastoncelli retinici, con risoluzione temporale superiore a quella dei coni). Le cellule del NGL reagiscono agli stimoli luminosi in modo analogo alle gangliari retiniche (massima responsività allo spot luminoso puntiforme), dimostrando la fondamentale assenza di processi rielaborativi a livello di tale stazione talamica. Nelle popolazioni cellulari del NGL si osserva una distribuzione neuronale coerente con la natura spazio-variabile della retina: le aree più dense di campi recettivi (fovea) trovano corrispondenza con un numero elevato di neuroni riceventi, mentre le aree periferiche vengono rappresentate in proporzione alla scarsa densità di campi recettivi che le caratterizza. Nello specifico, l’input foveale viene trasmesso a circa il 50% dei neuroni del NGL. Questo fattore di amplificazione (rapporto tra le estensioni dell’area SNC e di quella retinica corrispondente) commisurato alla densità dei campi recettivi retinici permane anche a livello di V1.
Le afferenze al NGL sono costituite però solo per il 10-20% dalle connessioni presinaptiche della retina. La restante parte proviene in maggioranza dalla formazione reticolare, dal tronco encefalico e dalla corteccia cerebrale. Questo tipo di connessioni potrebbe avere un ruolo chiave nella modulazione della trasmissione del flusso di informazioni alla corteccia visiva primaria; questo ha probabilmente a che fare con il meccanismo dell'attenzione visiva.